# Manja Benkow
Manja Benkow, folkbokförd Mascha Benkow, född Epstein den 15 oktober 1898 i Vilnius, död 8 september 1976 på Lidingö, var en svensk teaterpedagog och översättare. Hon var en flitig förespråkare för Konstantin Stanislavskijs system inom teatern. Hennes översättningar från ryska tillkom huvudsakligen som en del i hennes arbete med teaterpedagogik.

## Biografi
Benkow var 1924–1943 gift med fotografen och bildhuggaren Moses (Moise) Benkowitz (1892–1952), tillsammans tog de namnet Benkow. Hon drev teaterskola i hemmet på Götgatan 55 i Stockholm och bland hennes elever märks Lissi Alandh, Olle Johansson, Per Myrberg, Kerstin Nilsson, Åke Lundqvist, Rolf Nordström, Thomas Hellberg och Leif Liljedahl.

## Översättningar
- Konstantin Stanislavskij: En skådespelares arbete med sig själv: i inlevelsens skapande process (Rabota aktera nad soboj) (Fröléen, 1944)
- Vassilij Sjkvarkin: En annans barn: komedi (Čužoj rebenok) (Radiotjänst, 1947)
- Konstantin Simonov: Under Prags kastanjer: ett nutidsdrama (Pod kaštanami Praga) (Radiotjänst, 1947)
- Maksim Gorkij: Vassa Zjeljeznova: dramatiska scener (Vassa Železnova) (Radiotjänst, 1947)
- Sergej Aksakov: En familjekrönika (Semejnaja chronika) (Tiden, 1948)
- Konstantin Stanislavskij: Mitt liv i konsten (Моja žizn' v iskusstve) (Fröléen, 1951)